# 玉坎型揚陸艦
玉坎型揚陸艦（ユカンがたようりくかん、英語: Yukan class landing ships）は、中国人民解放軍海軍の大型揚陸艦（戦車揚陸艦）の艦級に対して付与されたNATOコードネーム。人民解放軍海軍での名称は072型大型揚陸艦（中国語: 072型大型登陆舰）

。

## 設計
人民解放軍海軍では、中華民国海軍から鹵獲したLST-1級戦車揚陸艦を山型として運用してきた。本型はその後継艦として建造されたものであり、同級と同様に艦首を海岸に擱座（ビーチング）して兵員・車両を揚陸することを前提に設計されている。基本構成はLST-1級と同様であるが、多少高速化が図られている。
艦首部には観音開きの門扉（バウ・ドア）を備え、その中には、長さ17.2メートル×幅4.8メートル、耐荷重50トンの歩板（バウ・ランプ）を有している。また艦尾にも歩板（スターン・ランプ）が設けられており、こちらは耐荷重20トンとされている。ビーチング揚陸任務時の積載量は500トンとされており、水陸両用戦車10両および兵員約200名を輸送・揚陸できる。煙突両舷のダビットにアメリカ式のLCVP上陸用舟艇2隻を搭載しているほか、必要に応じて、車両甲板に724型エアクッション揚陸艇を収容しておき、上記の艦尾ランプから発進させることもできる。

## 同型艦
1978年から1995年にかけて、計7隻が建造された。全艦が東海艦隊に配備されたとしている。
| 設計  | 艦番号 | 艦名                  | 就役        | 退役       | 配備先   | 備考                                     |
| ----- | ------ | --------------------- | ----------- | ---------- | -------- | ---------------------------------------- |
| 072型 | 927    | 雲台山 (Yuntaishan)   | 1978年 11月 | 2012年 9月 | 東海艦隊 | 2012年に大連の海軍訓練学校に所属を改める |
| 072型 | 928    | 五峰山 (Wufengshan)   | 1980年      |            | 東海艦隊 |                                          |
| 072型 | 929    | 紫金山 (Zijinshan)    | 1982年      |            | 東海艦隊 |                                          |
| 072型 | 930    | 霊岩山 (Lingyanshan)  | 1993年      |            | 東海艦隊 |                                          |
| 072型 | 931    | 洞庭山 (Dongtingshan) | 1994年 6月  |            | 東海艦隊 |                                          |
| 072型 | 932    | 賀蘭山 (Helanshan)    | 1994年      |            | 東海艦隊 |                                          |
| 072型 | 933    | 六盤山 (Liupanshan)   | 1995年      |            | 東海艦隊 |                                          |